# Władysław Starzecki
Władysław Maria Karol Starzecki (ur. 14 lipca 1892 w Zarszynie, zm. wiosna 1940 w Charkowie) – polski nauczyciel, major piechoty rezerwy Wojska Polskiego, kawaler Orderu Virtuti Militari, ofiara zbrodni katyńskiej.

## Życiorys
Syn Jana i Marii z Librewskich urodzony 14 lipca 1892 w Zarszynie, w ówczesnym powiecie sanockim Królestwa Galicji i Lodomerii. Ojciec był poczmistrzem w Żmigrodzie. W 1912 ukończył c. k. I Gimnazjum w Tarnowie uzyskując maturę, po czym rozpoczął studia na Wydziale Filozoficznym Uniwersytetu Franciszkańskiego we Lwowie.
1 sierpnia 1914 został wcielony do cesarskiej i królewskiej Armii. W 1915 został wysłany na front rosyjski. 19 czerwca tego roku pod Kośmierzynem został ranny. Na stopień podporucznika rezerwy został mianowany ze starszeństwem z 1 stycznia 1916 w korpusie oficerów piechoty. Jego oddziałem macierzystym był 7 pułk piechoty. W październiku 1916 został przeniesiony na front włoski, gdzie w lipcu 1917 został po raz dugi ranny. Awansował na porucznika. Od 30 października do 17 grudnia 1918 służył w armii Państwa Słoweńców, Chorwatów i Serbów.
23 grudnia 1918 we Lwowie zgłosił się do Legii Oficerskiej. 5 stycznia 1919 został przydzielony do 37 pułku piechoty na stanowisko adiutanta batalionu, a później dowódcy kompanii i dowódcy III batalionu. 22 października 1920 został dowódcą batalionu i na tym stanowisku brał udział w wojnie polsko-bolszewickiej. W jej trakcie 24 maja 1920 batalion Starzeckiego zajął wsie Słoboda, Berezówka, po czym zaatakowany przez bolszewików skutecznie odparł atak i następnego dnia zdobył wsie Bieliczany, Borowina, Żukowiec, a wojska nieprzyjacielskie zostały wyparte za rzekę Berezynę. Za wymienione czyny Władysław Starzecki otrzymał Krzyż Srebrny Orderu Virtuti Militari.
Jako student, po zakończeniu wojny został zdemobilizowany, przeniesiony do rezerwy i przydzielony do 39 pułku piechoty Strzelców Lwowskich, a w późniejszych latach do Oficerskiej Kadry Okręgowej Nr VI. 28 września 1920 został awansowany do stopnia kapitana ze starszeństwem z dniem 1 czerwca 1919. Podjął przerwane studia filozofii i ukończył je w 1922, po czym rozpoczął pracę jako nauczyciel w Państwowym Seminarium Nauczycielskim we Lwowie, a następnie w Sokalu. Po uzyskaniu kwalifikacji nadanej przez Państwową Komisję Egzaminacyjną we Lwowie pracował jako nauczyciel historii i przysposobienia wojskowego najpierw w XI Gimnazjum, a następnie w II Gimnazjum we Lwowie. W 1934 jako kapitan zajmował 599. lokatę w Korpusie Oficerów Piechoty. Został wizytatorem przysposobienia wojskowego we Lwowie. Na stopień majora rezerwy został mianowany ze starszeństwem z 19 marca 1939 i 34. lokatą w korpusie oficerów piechoty.
Po wybuchu II wojny światowej ochotniczo zgłosił się do Wojska Polskiego i podczas kampanii wrześniowej walczył w szeregach Lwowskiej Brygady ON w obronie Lwowa. Po agresji ZSRR na Polskę z 17 września 1939 i wkroczeniu do Lwowa, został aresztowany przez Sowietów. Był przetrzymywany w obozie w Starobielsku. Wiosną 1940 wraz z jeńcami osadzonymi w Starobielsku został przewieziony do Charkowa i rozstrzelany przez funkcjonariuszy Obwodowego Zarządu NKWD w Charkowie oraz pracowników NKWD przybyłych z Moskwy na mocy decyzji Biura Politycznego KC WKP(b) z 5 marca 1940. Pogrzebano go potajemnie w bezimiennej mogile zbiorowej w Piatichatkach, gdzie od 17 czerwca 2000 mieści się oficjalnie Cmentarz Ofiar Totalitaryzmu w Charkowie. Figuruje na Liście Starobielskiej NKWD pod poz. 3224.
Był żonaty z Janiną z Kajzerów, nauczycielką, z którą miał syna Andrzeja (1930–2024).

## Upamiętnienie
5 października 2007 minister obrony narodowej Aleksander Szczygło mianował go pośmiertnie na stopień podpułkownika. Awans został ogłoszony 9 listopada 2007 w Warszawie, w trakcie uroczystości „Katyń Pamiętamy – Uczcijmy Pamięć Bohaterów”.

## Ordery i odznaczenia
- Krzyż Srebrny Orderu Wojskowego Virtuti Militari nr 2410[1] (1921)[19]
- Złoty Krzyż Zasługi[1]
- Srebrny Krzyż Zasługi (10 listopada 1933)[20]
- Krzyż Zasługi Wojskowej 3 klasy z dekoracją wojenną i mieczami[7]
- Krzyż Wojskowy Karola[7]